# خيلزه آن راين
خيلزه آن راين Gilze en Rijen  بلدية وبلدة بمقاطعة شمال برابنت، جنوبي هولندا.

## طوبوغرافيا
خريطة طوبوغرافية هولندية لبلدية خيلزه آن راين، يونيو 2015، (تقرأ بعد ثلاث نقرات على الخريطة).

## معرض صور

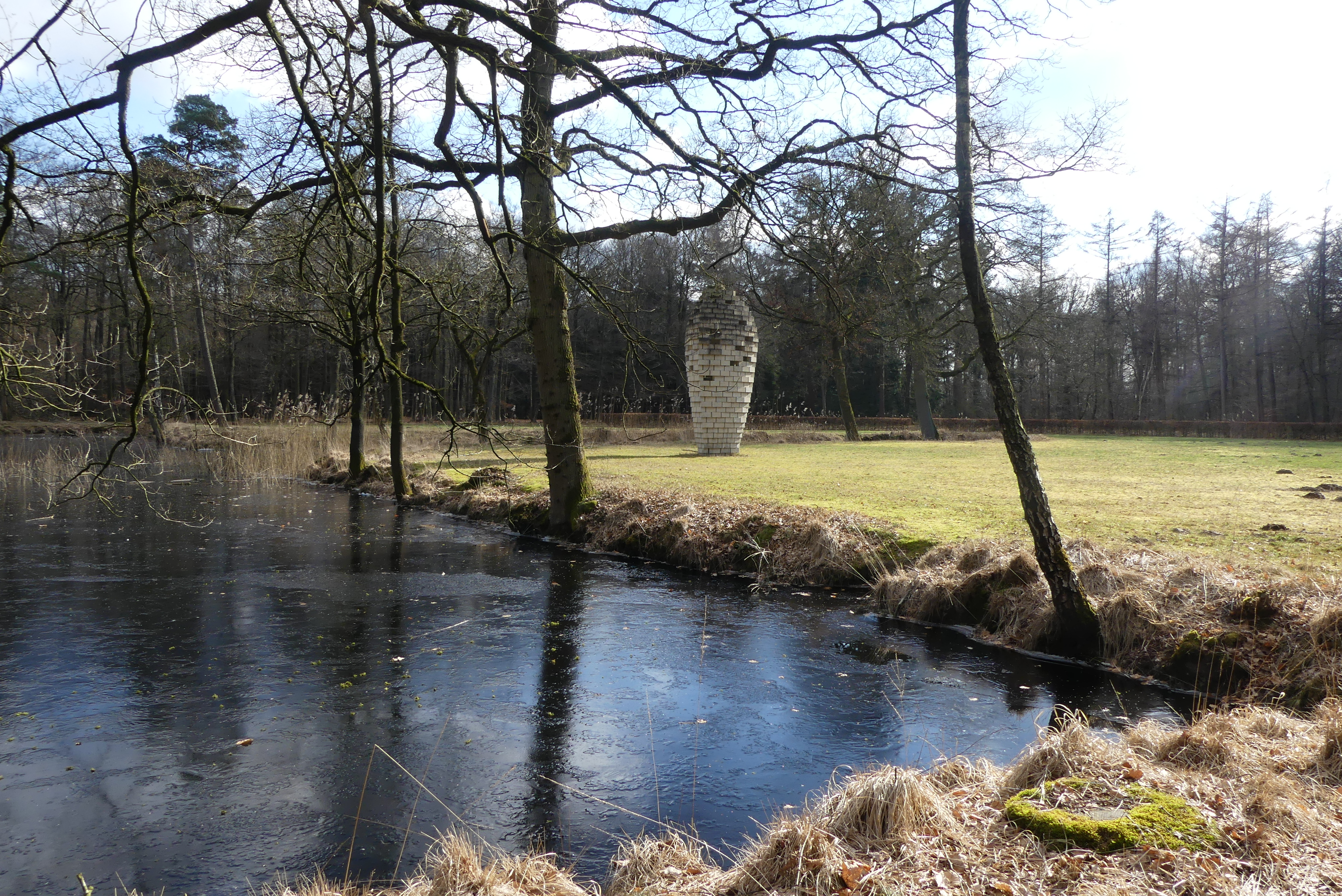
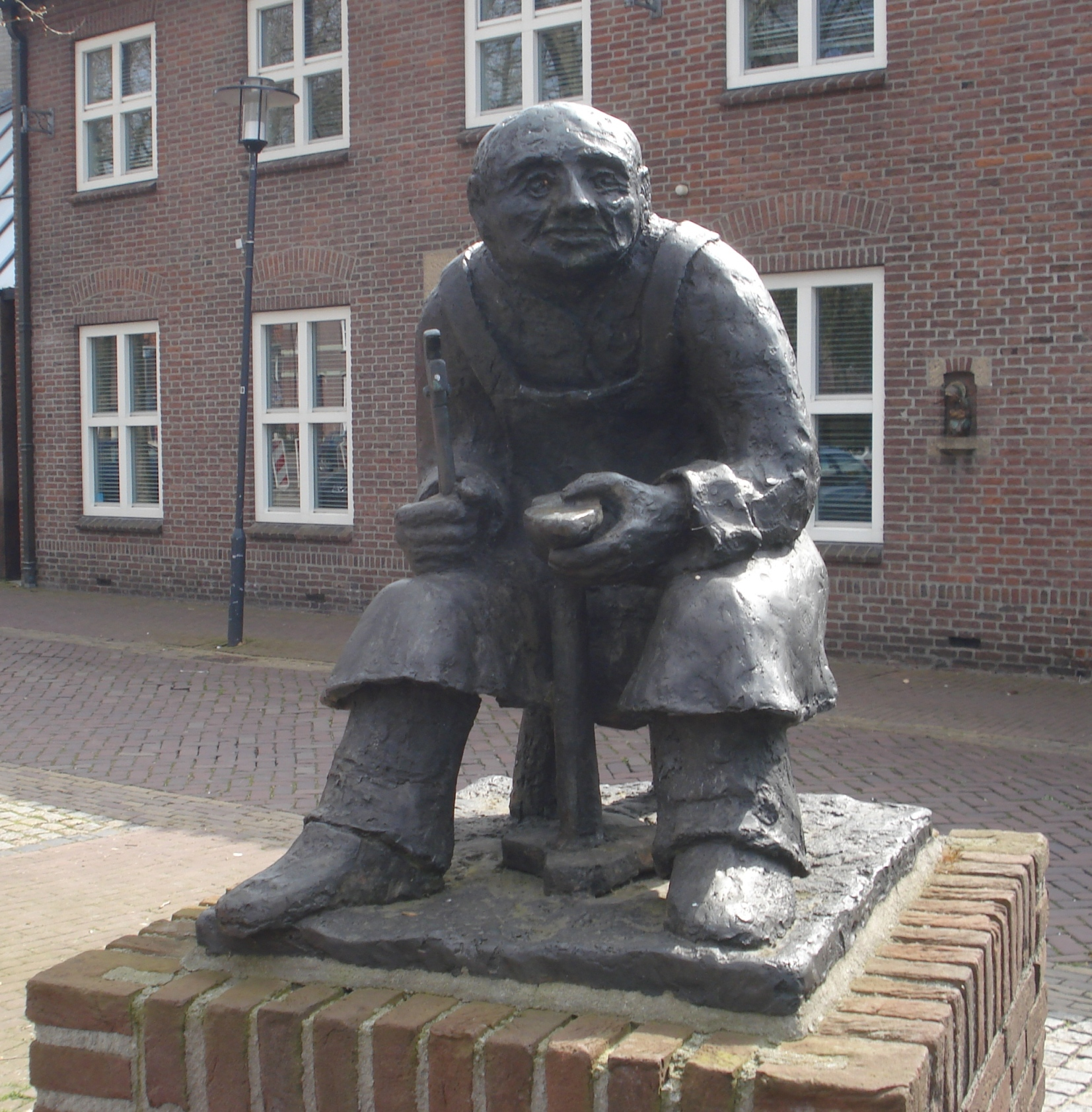
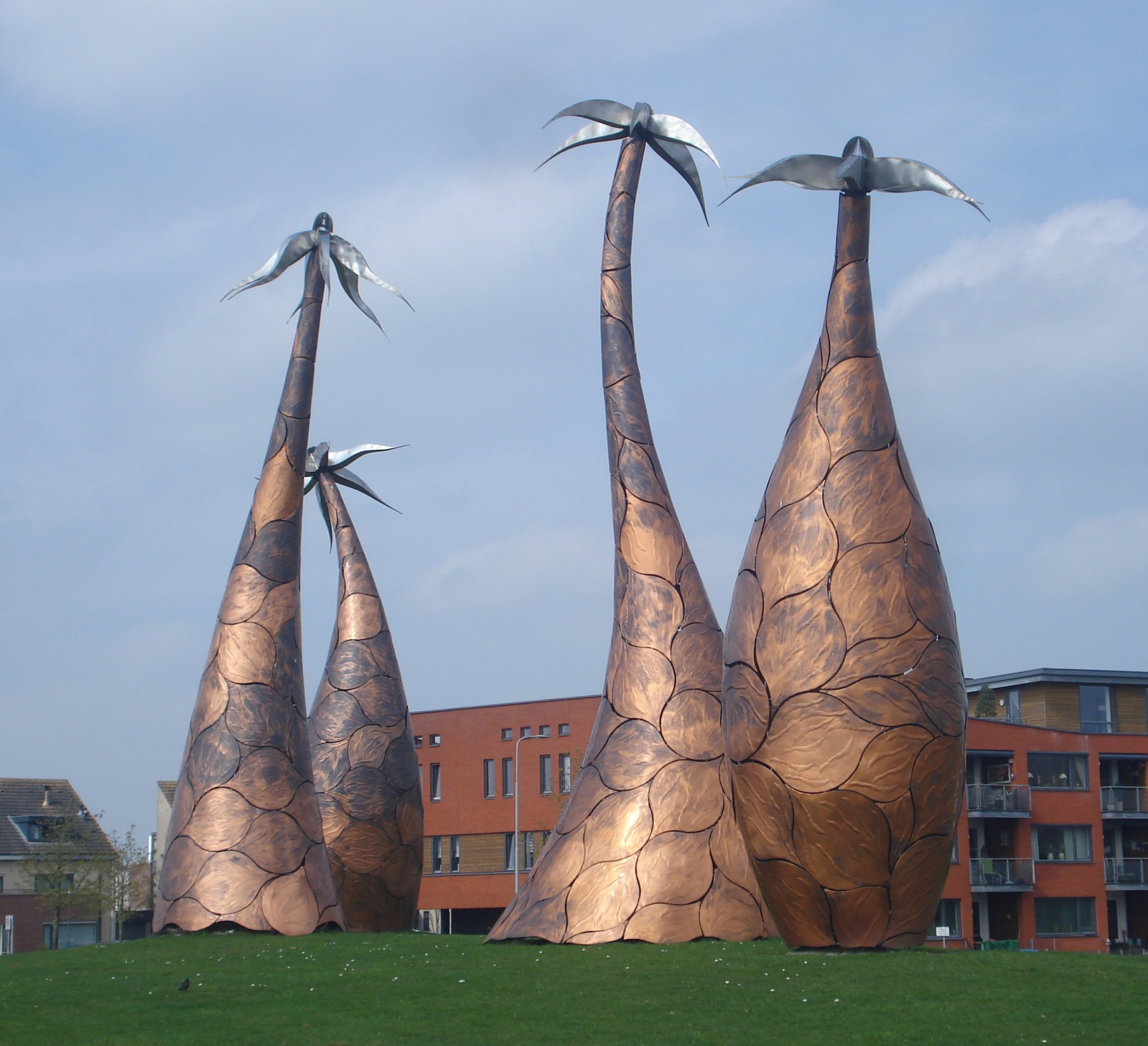
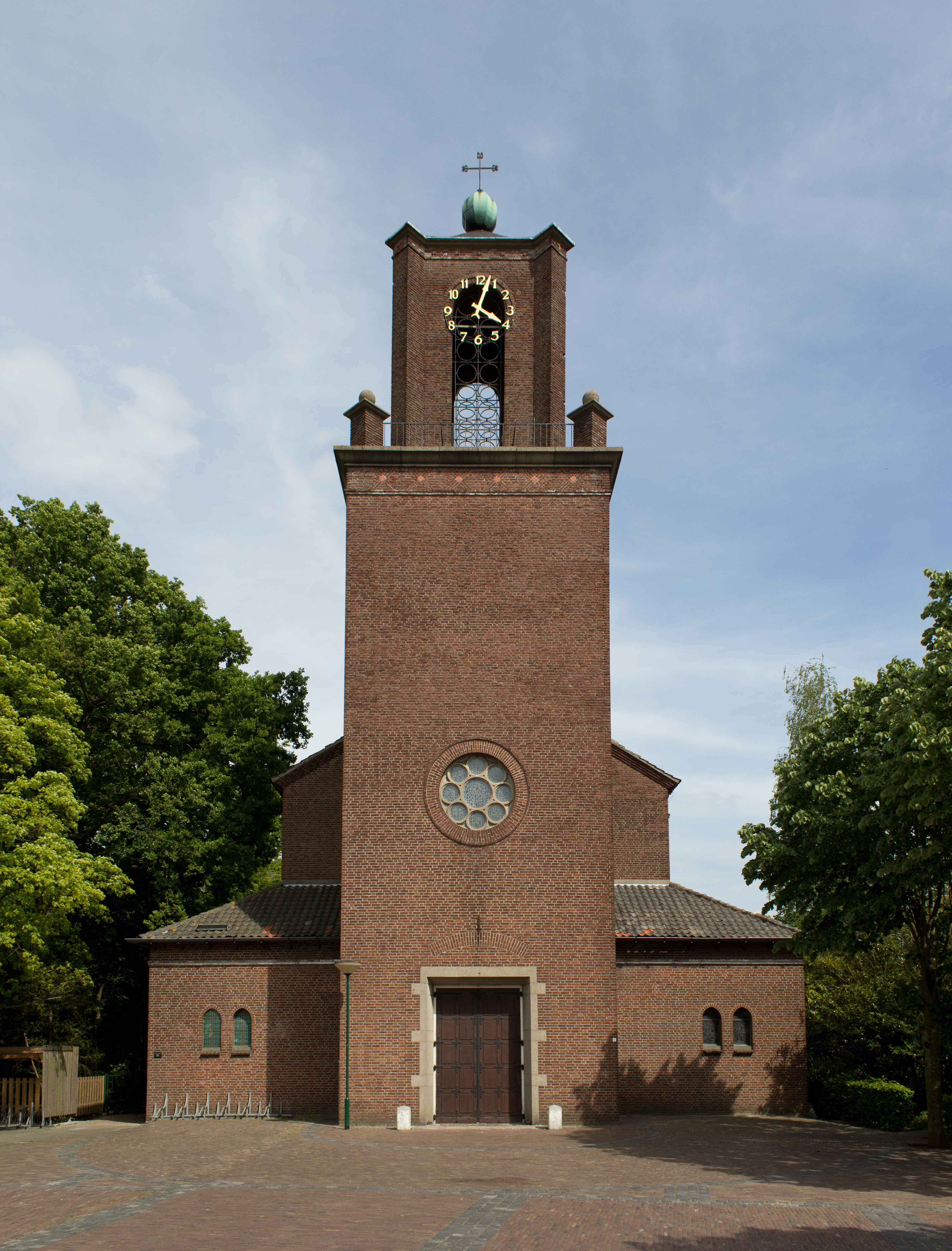

## توأمة
لخيلزه آن راين اتفاقيات توأمة مع:
- غيرولشتاين [5]

## أعلام
- يوب فان دن اوينلاند